# 喻麗清
喻麗清（1945年3月24日—2017年8月2日），華文作家， 以散文與新詩著稱，曾任海外華文女作家協會會長，2017年病逝於北加州。

## 簡歷
喻麗清1945年生於浙江金華，祖籍浙江杭州， 3歲隨家人遷居台灣。
喻麗清成名甚早，17歲發表華文創作，以高中生身分獲得《皇冠》雜誌文學獎，22歲出版第一本散文集《千山之外》，曾被點名為「閨秀派」，大學就讀臺北醫學大學藥學系，在北醫校園創立「北極星」詩社。畢業後隨即赴美。
喻麗清早年與天主教淵源頗深，1969年返臺擔任耕莘文教院青年寫作班總幹事與創辦人張志宏神父的祕書。
1972年再度赴美，旅居紐約州水牛城。1974年在紐約州立大學教授中文。1978年遷居加州柏克萊市，任職於柏克萊加州大學脊椎動物學博物館。
1970年代起，喻麗清在《北美世界日報．副刊》發表專欄文章，其專欄包括「水牛城隨筆」、「柏克萊隨筆」、「捨不得」等。
喻麗清致力華文創作不輟，移居美國後，在舊金山灣區推動牡丹詩會，帶動寫作風潮，並曾任海外華文女作家協會會長、臺北醫學大學北加州校友會會長。
喻麗清創作之餘，亦擅長繪畫。晚年為膽汁性肝癌所苦，2017年8月2日喻麗清病逝於北加州，生平著作逾60本。

## 作品（部分）
- 《後院有兩棵蘋果樹 》喻麗清著 ; 薛慧瑩繪. 初版. 臺北市 : 大塊文化, 2015.07. ISBN 978-986-213-615-7
- 《愛跳舞的方格子 : 蒙德里安的新造型 》 喻麗清著. 二版. 臺北市 : 三民, 2007. ISBN 978-957-14-4688-2
- 《親愛的魔毯 》喻麗清著. 初版. 臺北市 : 大塊文化, 2006.ISBN 978-986-7291-95-0
- 《最幸福的禮物 》喻麗清, 唐密文 ; 林柏廷圖. 初版.  臺北市 : 大塊文化, 2005. ISBN 978-986-7600-84-4
- 《捨不得 : 喻麗清的收藏盒子 》喻麗清著 ; 崔永嬿插畫. 初版. 臺北市 : 大塊文化, 2004. ISBN 978-986-7600-81-3
- 《伊甸園裡的醫生 : 人道主義的模範生許懷哲》喻麗清著 ; 莊河源繪.  初版.  臺北市 : 三民, 2004. ISBN 978-957-14-3995-2
- 《未來的花園 》喻麗清著. 初版. 臺北市 : 爾雅, 2002. ISBN 978-957-639-351-8
- 《蝴蝶樹 》喻麗清著. 初版四刷. 臺北市 : 爾雅, 1989. ISBN  978-957-915-935-7